# دين يونغ (لاعب دوري الرغبي)
دين يونغ (بالإنجليزية: Dean Young)‏ هو لاعب دوري الرغبي أسترالي، ولد في 28 أكتوبر 1983 في سيدني في أستراليا.

## روابط خارجية
- دين يونغ على موقع ItsRugby.co.uk (الإنجليزية)